# Поверхность атаки
Поверхность атаки — термин, применяемый при решении задач информационной безопасности компьютерных систем, и обозначающий общее количество возможных уязвимых мест.
Чем больше компонентов установлено на сервере, тем больше число потенциально уязвимых мест и, соответственно, поверхность атаки. Сетевые приложения могут использоваться для осуществления атаки на серверы, поэтому для уменьшения потенциальных возможностей атаки можно сократить количество используемых приложений в сети, просто отключив ненужные службы и приложения и установив брандмауэр с определённым списком управления доступом.
Открытый порт — это возможность для взлома сервера, поэтому чем меньше приложений прослушивает сеть, тем меньше вероятность атаки. Для обеспечения максимальной безопасности следует отключить неиспользуемые сетевые приложения.
Например, Windows Server 2003, по сравнению с другими версиями операционных систем Windows, позволяет активизировать меньше сетевых служб, вследствие чего поверхность атаки уменьшается.